# Cladodoides
Cladodoides is een geslacht van uitgestorven haaien. Het verscheen in het Frasnien van het Laat-Devoon. Het heeft een goed beschreven hersenpan en hersenholte en heeft ons veel inzicht gegeven in de schedel, hersenen, zenuwen en kaken van vroege haaien. Cladodoides is waarschijnlijk een cladodonte haai. Er zijn fossiele resten gevonden in Duitsland.